# Mondtafel
Eine Mondtafel oder Mondtabelle ist eine Darstellungsmethode, die möglichst viele vorherberechnete oder gemessene Monddaten in Bezug auf Fixsterne, Planeten, Erde und Sonne tabellarisch zugänglich macht.

## Berechnungen
Wegen der Anziehungskraft der Erde, Sonne und anderer Planeten ist die Mondbahn keine exakte Ellipse, sondern zeigt bezogen auf die Sonne einen wellenförmigen Verlauf. Die mathematische Berechnung der Mondbahn wird außerdem dadurch kompliziert, dass
- ihre Achse eine Präzession mit einer Periode von etwa 19 Jahren zeigt
- ihre Knotenlinie in rückläufiger Bewegung in 18,61 Jahren einen Umlauf beschreibt
- ihre Apsidenlinie in 8,85 Jahren rechtläufig eine Umdrehung ausführt.[1]

Mit Hilfe der Mondtafeln wurden weitere Ereignisse berechnet und abgeleitet.

### Voraussagen der Mond- und Sonnenfinsternisse
Schon in Babylonien wurden die Mondtafeln für die Berechnungen der Mond- und Sonnenfinsternisse benutzt.

### Osterberechnung
Im Jahre 1700 nahmen die Protestanten zwar die gregorianische Kalenderverbesserung, aber nicht die gregorianische Osterberechnung an, sondern bestimmten die Ostergrenze astronomisch mit Hilfe der von Kepler verfassten Rudolfinischen Mondtafeln.

### Längengradberechnung
Von 1763 bis 1925 wurden aus den Mondtafeln die Monddistanzen in den astronomischen und nautischen Jahrbüchern tabelliert, sodass die geographische Länge errechnet werden konnte.